# 豪尔赫·奥尼亚特
豪尔赫·奥尼亚特（西班牙語：Jorge Antonio González Oñate，1949年3月31日—2021年2月28日） 是哥伦比亚歌手。从1968年到2012年，他们共创下了25项金牌纪录、7项白金纪录和6项双白金纪录5。
豪尔赫·奥尼亚特于2021年2月28日死于2019冠状病毒病疫情。